# Paul Tchen
Paul Tchen (陳昌品 保祿 Chen Changpin) (11 avril 1838 - 29 juillet 1861) est un saint martyr catholique chinois, né le 11 avril 1838 à Sintchen (province de Guizhou, Kouy-tchéou à l'époque) et décapité à Qingyang le 29 juillet 1861.
Devenu séminariste, il est condamné et exécuté. Ses restes ont été rapatriés en 1920 et reposent à la cathédrale Notre-Dame de Paris,, dans la chapelle de la Sainte-Enfance (bas-côté Nord).

## Biographie
Il naît dans une famille non chrétienne, et il est évangélisé par l'école locale de l'Œuvre de la Sainte-Enfance. Il entre en 1853 au petit séminaire où il commence à apprendre le latin. Il est baptisé et confirmé le jour de Noël 1853. Il fait sa première communion quelques mois plus tard. En 1857, son père lui demande de quitter le séminaire et ses études, mais il refuse. En 1860, il entre au grand séminaire de Tsingay. Au printemps 1861, il est arrêté et décapité le 29 juillet avec un autre séminariste, Joseph Tchang, ainsi qu'un laïc fermier, Jean-Baptiste Lô et la cuisinière du séminaire, la veuve Marthe Wang, qui avait apporté de la nourriture aux trois prisonniers. Le séminaire est incendié par les soldats.
Il est béatifié en 1909 par Pie X, et canonisé le 1er octobre de l'Année sainte 2000 (fête de sainte Thérèse de l'Enfant-Jésus, patronne des missions) par Jean-Paul II parmi le groupe des 120 martyrs de Chine.